# Ueshiba
Ueshiba (植芝?) är ett japanskt efternamn med betydelsen "planterad gräsmatta".
- Morihei Ueshiba, aikidons skapare
- Kisshomaru Ueshiba, son till Morihei Ueshiba
- Moriteru Ueshiba, son till Kisshomaru Ueshiba